# Charles Haid
Charles Haid, właśc. Charles Maurice „Charley” Haid III (ur. 2 czerwca 1943 w San Francisco) – amerykański aktor, producent i reżyser telewizyjny.
Odtwórca roli oficera Andy’ego Renko w serialu policyjnym NBC Posterunek przy Hill Street (1981–1987), za którą dwukrotnie w 1981 i 1982 był nominowany nagrody Emmy.

## Życiorys
Urodził się i w San Francisco w Kalifornii jako syn Grace Marian (z domu Folger) i Charlesa Maurice’a Haida II. Jego rodzina była pochodzenia holenderskiego (oryginalne nazwisko Van Heidt) i irlandzkie. Jego brat David został także aktorem. Jego kuzynem jest Merv Griffin. Uczęszczał do Carnegie Institute of Technology (obecnie Carnegie Mellon University). 
W 1971 był współproducentem oryginalnej inscenizacji off-Broadwayowskiej Godspell, która potem trafiła na Broadway. W 1972 debiutował w sztuce broadwayowskiej Maxwella Andersona Elżbieta I u boku Jeffa Chandlera. W 1973 wystąpił w przedstawieniu Kupiec wenecki podczas Narodowego Festiwalu Szekspirowskiego w Old Globe Theatre w San Diego.
Jako reżyser często reżyserował odcinki kilku seriali, w tym Ostry dyżur (1994–2008), Brygada ratunkowa (2000–2005), Zabójcze umysły (2000–2011), Podkomisarz Brenda Johnson (2006), Bez skazy (2006–2008), Synowie Anarchii (2008), Breaking Bad (2009), Bestia (2009), CSI: Kryminalne zagadki Las Vegas (2010), Defenders (2010–2011) i Grimm (2013).

## Filmografia
- 1974: Strzały w Dodge City jako Lem Hargis
- 1974: The Waltons jako Fred
- 1975: Kung Fu jako szeryf
- 1976: Sierżant Anderson jako Charley French
- 1979: Wonder Woman jako Bob Baker
- 1980: Odmienne stany świadomości jako Mason Parrish
- 1981–1987: Posterunek przy Hill Street jako Andy Renko
- 1984: Wesoła siódemka jako Montgomery Moose (głos)
- 1989: Napisała: Morderstwo jako Augie Specter
- 1990: Nocne plemię jako kpt. Eigerman
- 1990: Napisała: Morderstwo jako Joe Briscoe
- 1994: Nowojorscy gliniarze jako Charlie Lear
- 2003: Brygada ratunkowa jako kapitan straży pożarnej
- 2003: Babski oddział jako Maynard Shaw
- 2004: Rogate ranczo jako Lucky Jack (głos)
- 2004–2005: Brygada ratunkowa jako kpt. Cathel Finney
- 2006: Zabójcze umysły jako Unsub
- 2006: Bez skazy jako Reefer